# Cementine

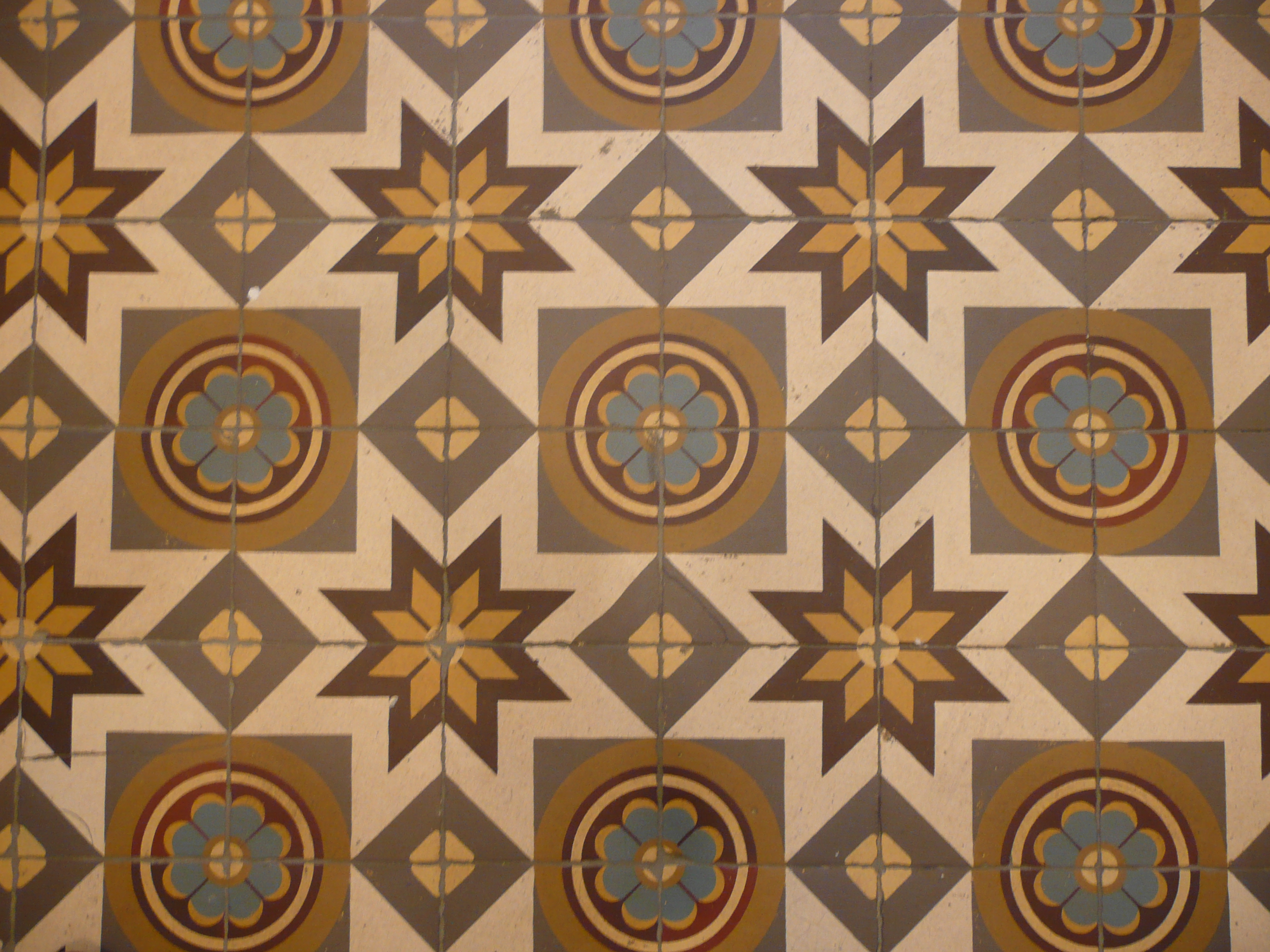
Cementine della fine del XIX secolo

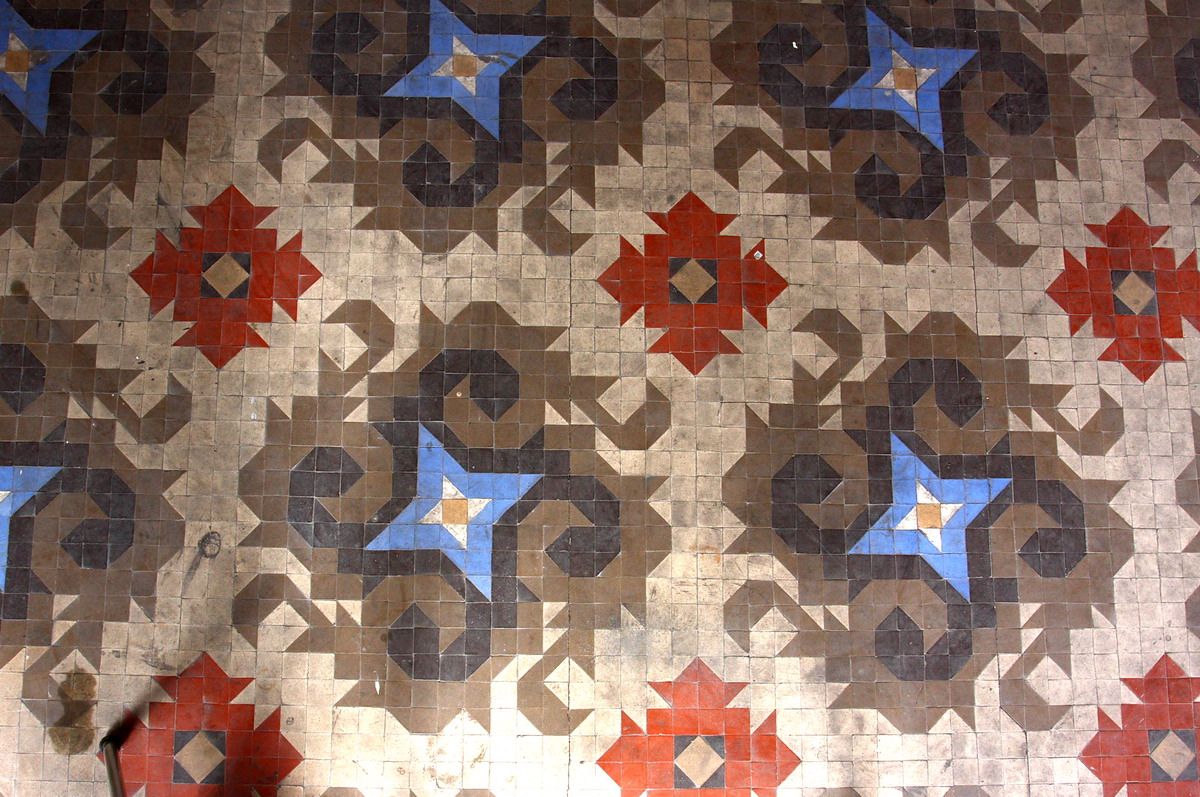
Cementine di piccole dimensioni, alla Casa Burés di Barcellona

Le cementine (o pavimenti idraulici, pavimenti idrofughi, piastrelle in cemento, graniglie di cemento) sono mattonelle artistiche artigianali per pavimentazione e rivestimento, composte da cemento Portland miscelato a polveri di marmo e ossidi di ferro per la colorazione.
Nate intorno al 1850 in Francia e diffuse poi in tutta Europa, America Latina e Stati Uniti, le cementine sono state molto utilizzate fino agli anni '30 e poi sempre meno, in seguito all'avvento delle marmette in graniglia ed alla ceramica industriale.